# Forkball

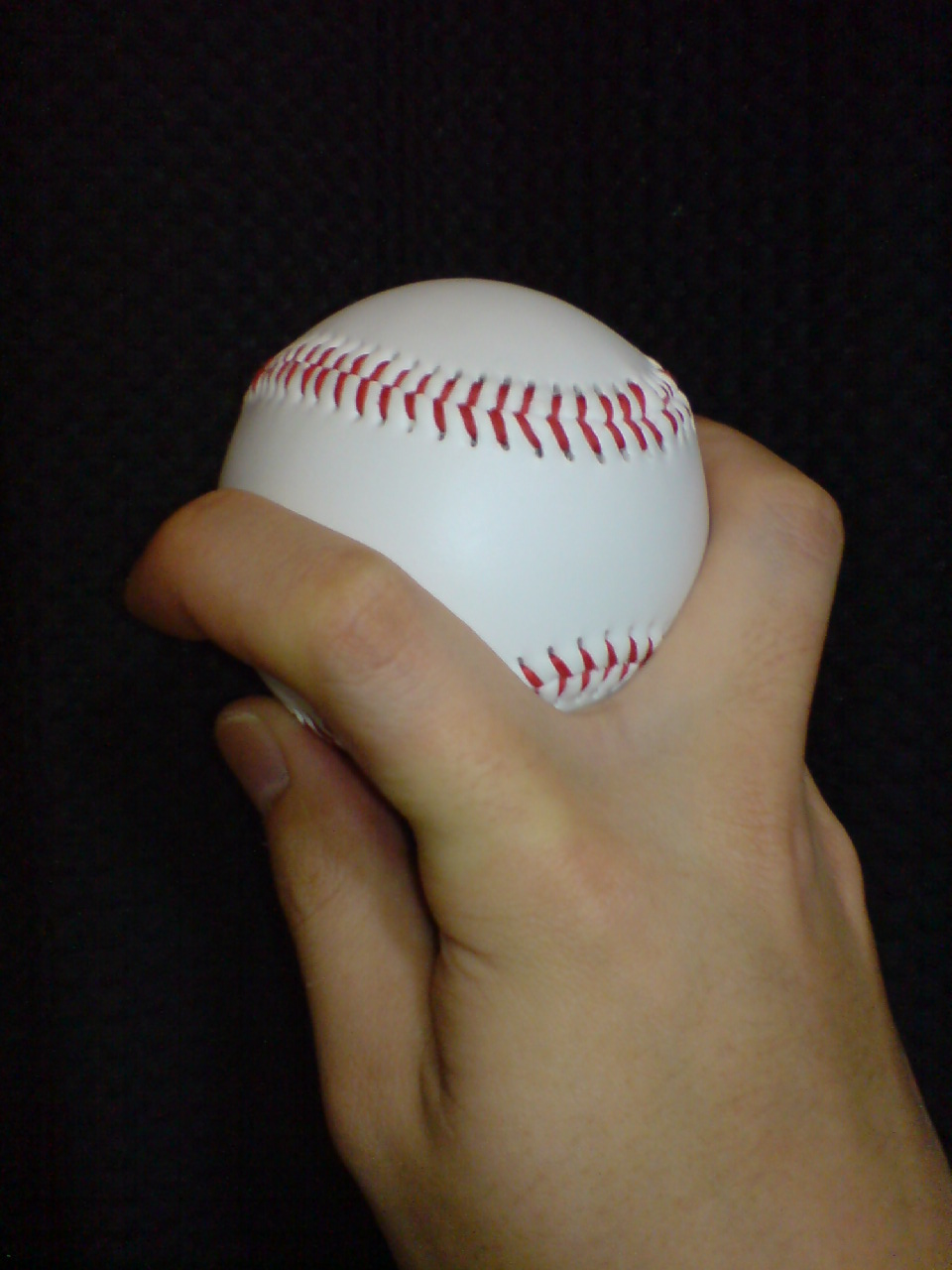
Gabelförmiger Griff eines Forkballs

Der Forkball (deutsch: Gabelball) ist eine Wurftechnik eines Pitchers im Baseball. Hierbei wird der Ball mit derselben Wurfbewegung eines Fastball geworfen, aber in der Hand zwischen Zeige- und Mittelfinger geklemmt, so dass er unerwartet langsam (Changeup) und mit einer schwer ausrechenbaren Taumelbewegung auf den gegnerischen Schlagmann zukommt. Dadurch soll er sowohl zu zu frühem Schlagen als auch zu Schwingen an der falschen Stelle verleitet werden.
Bekannte Forkball-Werfer sind der zweimalige Cy-Young-Award-Gewinner Tim Lincecum sowie Hideo Nomo, der erste japanische All-Star-Pitcher im Major League Baseball.